# Émile Pasty
Pour les articles homonymes, voir Pasty (homonymie).
L'abbé Émile Pasty, né le 27 avril 1878 à Chapelon (Loiret) et mort le 24 mars 1944 à la maison d'arrêt de Fresnes, fut infirmier et aumônier des armées pendant la Première Guerre mondiale, curé de Baule à partir de 1920 et, pendant la Seconde Guerre mondiale, animateur d'un groupe de résistance dans le sud Gâtinais, groupe appelé 55 A, rattaché au réseau Prosper-PHYSICIAN du Special Operations Executive. Arrêté en juillet 1943, il mourut à Fresnes.

## Famille
- Son père : petit agriculteur
- Son frère et ses sœurs : Constance (1870-), Marie (1872-), Alphonse (1874-)

## Éléments biographiques

### Avant la Première Guerre mondiale
Louis-Émile Pasty naît le 27 avril 1878 à  Chapelon (Loiret). Il a une enfance difficile. Scolarité : école primaire à Chapelon ; puis, voulant être prêtre, il est pris en charge par son oncle, le chanoine Pierre Pasty. Il entre au petit séminaire à La Chapelle-Saint-Mesmin, puis, à 19 ans, au Grand Séminaire. Il fait son service militaire à Montargis et est ordonné prêtre le 24 juin 1904. De santé fragile, il renonce à son rêve de devenir missionnaire, et le 18 octobre 1904, il est nommé curé de campagne à Bordeaux-lès-Rouches, près de Chapelon. En 1908, il est réformé.

### Pendant la Première Guerre mondiale
1914. À la déclaration de guerre, l'abbé Pasty reste à sa cure de Bordeaux. Le 24 décembre, il obtient du Dr Toulze, président de la commission cantonale des allocations, d’être déclaré « bon pour le service armé ».
1915. Le 17 mars 1915, il est incorporé à la 5e section d'infirmiers militaires, et convoqué au bastion 17, à Paris. Il est affecté aux Dardanelles, qu'il rejoint le 14 mai comme infirmier. En octobre, gravement atteint d’entérite et d’anémie, il est rapatrié en métropole. Demandant un poste d'aumônier, il est affecté à la 10e division coloniale du général Marchand comme aumônier du 33e régiment d'Infanterie coloniale.
1917. Comme infirmier et aumônier, il participe à de nombreux combats : Chemin des Dames, en août ; Verdun, en septembre.
1918. Suite des combats : Forêt d’Apremont, en janvier ; Fertigny, le 15 juillet.
1919. Démobilisation en février. Retour à Bordeaux-lès-Rouches.

### Entre-deux-guerres
1920. L’abbé Pasty est nommé curé de Baule.

### Deuxième Guerre mondiale
Il s'engage dans la Résistance, à Baule, dans un groupe appelé « 55 A », rattaché d'abord (jusqu'à fin 1942) à Pierre Culioli, chef du réseau ADOLPHE, puis au réseau Prosper-PHYSICIAN de Francis Suttill, qui désigne Maurice Lequeux à la tête du groupe 55 A.
Au moment de l'effondrement du réseau Prosper, Maurice Lequeux est arrêté le 1er juillet 1943 et l'abbé Pasty le 5 juillet 1943. Il est enfermé et interrogé à Orléans, puis transféré à Fresnes, où il décède le 24 mars 1944 des suites des mauvais traitements reçus et de sa mauvaise santé. Le 19 février 1945, ses cendres sont ramenées à son église de Baule, où il est désormais inhumé.

## Reconnaissance

### Monuments
- Monument commémoratif « À l’abbé Pasty et aux compagnons de résistance réseau Buckmaster groupe 55 A ». André Raimbault (1905-1970), déporté de la résistance, édifia le monument en souvenir de ses compagnons : Jean Bordier (1896-1945), Louis Rivière (1901-1945), Édouard Flamencourt (1891-1945), Jean Flamencourt (1893-1945), Georges Vappereau (1907-1944), Jean Fradet (1900-1945), Alain de Robien (1898-1945). Sculpteur : Ernest Diosi. Inauguré le 28 septembre 1947. Adresse : rue de l’Abbé Pasty, Baule.

### Voies
- Rue Abbé Pasty, à Baule
- Rue Abbé Pasty et place Abbé Pasty à Fleury-les-Aubrais

## Distinctions
L'abbé Pasty a reçu les distinctions suivantes : 
- Chevalier de la Légion d'honneur ;
- Croix de guerre 1914–1918 avec six citations ;
- Médaille de la Résistance française par décret du 31 mars 1947[2] ;
- Insigne des blessés militaires ;
- Médaille commémorative des Dardanelles ;
- Médaille commémorative de la bataille de Verdun ;
- Médaille de la croix de la Miséricorde de Serbie.
- King's Commendation for Bravery (Royaume-Uni) à titre posthume en novembre 1948[3].